# Gyeplabda az 1992. évi nyári olimpiai játékokon
Az 1992. évi nyári olimpiai játékokon a gyeplabdatornákat július 26. és augusztus 7. között rendezték.

## Éremtáblázat
(A rendező ország csapata eltérő háttérszínnel, az egyes számoszlopok legmagasabb értéke, vagy értékei vastagítással kiemelve.)
| Az 1992. évi nyári olimpiai játékok éremtáblázata gyeplabdában | Az 1992. évi nyári olimpiai játékok éremtáblázata gyeplabdában | Az 1992. évi nyári olimpiai játékok éremtáblázata gyeplabdában | Az 1992. évi nyári olimpiai játékok éremtáblázata gyeplabdában | Az 1992. évi nyári olimpiai játékok éremtáblázata gyeplabdában | Olimpia  |
| -------------------------------------------------------------- | -------------------------------------------------------------- | -------------------------------------------------------------- | -------------------------------------------------------------- | -------------------------------------------------------------- | -------- |
|                                                                | Ország                                                         | Arany                                                          | Ezüst                                                          | Bronz                                                          | Összesen |
| 1.                                                             | Németország (GER)                                              | 1                                                              | 1                                                              | 0                                                              | 2        |
| 2.                                                             | Spanyolország (ESP)                                            | 1                                                              | 0                                                              | 0                                                              | 1        |
|                                                                |                                                                |                                                                |                                                                |                                                                |          |
| 3.                                                             | Ausztrália (AUS)                                               | 0                                                              | 1                                                              | 0                                                              | 1        |
|                                                                |                                                                |                                                                |                                                                |                                                                |          |
| 4.                                                             | Pakisztán (PAK)                                                | 0                                                              | 0                                                              | 1                                                              | 1        |
|                                                                | Nagy-Britannia (GBR)                                           | 0                                                              | 0                                                              | 1                                                              | 1        |
|                                                                |                                                                |                                                                |                                                                |                                                                |          |
| Összesen                                                       | Összesen                                                       | 2                                                              | 2                                                              | 2                                                              | 6        |

## Érmesek

### Férfi torna
| Az 1992. évi nyári olimpiai játékok érmesei férfi gyeplabdában | Az 1992. évi nyári olimpiai játékok érmesei férfi gyeplabdában | Az 1992. évi nyári olimpiai játékok érmesei férfi gyeplabdában | Az 1992. évi nyári olimpiai játékok érmesei férfi gyeplabdában |
| --- | --- | --- | -------------------------------------------------------------- |
| Arany | Ezüst | Bronz |                                                                |
| Németország (GER) | Ausztrália (AUS) | Pakisztán (PAK) |                                                                |
| Andreas Becker Christian Blunck Carsten Fischer Volker Fried Michael Hilgers Andreas Keller Michael Knauth Oliver Kurtz Christian Mayerhöfer Sven Meinhardt Michael Metz Klaus Michler Christopher Reitz Stefan Saliger Jan-Peter Tewes Stefan Tewes | John Bestall Warren Birmingham Lee Bodimeade Ashley Carey Gregory Corbitt Stephen Davies Damon Diletti Lachlan Dreher Lachlan Elmer Dean Evans Paul Lewis Graham Reid Jay Stacy David Wansbrough Ken Wark Michael York | Mansoor Ahmed Muhammad Akhlaq Ahmad Ahmad Shabaz Muhammad Asif Bajwa Khalid Bashir Wasim Feroz Musaddiq Hussain Muhammad Qamar Ibrahim Khawaja Muhammad Junaid Muhammad Khalid Farhat Hassan Khan Shahid Ali Khan Rana Mujahid Ali Anjum Saeed Muhammad Shabaz Tahir Zaman |                                                                |

### Női torna
| Az 1992. évi nyári olimpiai játékok érmesei női gyeplabdában | Az 1992. évi nyári olimpiai játékok érmesei női gyeplabdában | Az 1992. évi nyári olimpiai játékok érmesei női gyeplabdában | Az 1992. évi nyári olimpiai játékok érmesei női gyeplabdában |
| --- | --- | --- | ------------------------------------------------------------ |
| Arany | Ezüst | Bronz |                                                              |
| Spanyolország (ESP) | Németország (GER) | Nagy-Britannia (GBR) |                                                              |
| Maria Barea Cobos Sonia Barrio Gutierrez Mercedes Coghen Alberdingk Natalia Dorado Gomez Nagore Cabellanes Marieta Maria Gonzales Laguillo Ana Maiques Dern Silvia Manrique Perez Elisabeth Maragall Verge Teresa Motos Iceta Núria Olivé Vancells Virginia Ramírez Merino Maria Rodríguez Suarez Maider Tellería Goni María Isabel Embara | Britta Becker Tanja Dickenscheid Nadine Ernsting-Krienke Christine Ferneck Eva Hagenbäumer Franziska Hentschel Caren Jungjohann Katrin Kauschke Irina Kuhnt Heike Lätzsch Susanne Müller Kristina Peters Simone Thomaschinski Bianca Weiß Anke Wild Susanne Wollschläger | Gillian Atkins Lisa Bayliss Karen Brown Victoria Dixon Susan Fraser Wendy Fraser Kathryn Johnson Sandra Lister Jackie McWilliams Tammy Miller Helen Morgan Mary Nevill Mandy Nicholls Alison Ramsay Jane Sixsmith Joanne Thompson |                                                              |